# Potamoidea
Potamoidea ist eine Überfamilie der Krabben. Sie sind ausschließlich Süßwasserkrabben und kommen in den tropischen und subtropischen Klimazonen der Erde vor.

## Merkmale und Entwicklung
Das Endsegment der Mandibularpalpen ist einfach gebaut und nicht gespalten. Die Stirn ist ohne Stirndreieck. Das erste Gonopodium ist viergliedrig. Potamoidea haben große Eier, aus denen sich ohne Zwischenstadium direkt die juvenile Krabbe entwickelt. Weibchen betreiben nur kurz Brutpflege.

## Systematik
Nach neueren Untersuchungen aus dem Jahr 2022 auf der Basis von 12S-rRNA- und 16S-rDNA-Untersuchungen wurden nur noch zwei Familien, später drei Familien mit je zwei Unterfamilien in die Überfamilie eingeordnet:

### Familien und Unterfamilien
- Deckeniidae Ortmann, 1897
  - Deckeniinae Ortmann, 1897
  - Hydrothelphusinae Colosi, 1920
- Potamidae Ortmann, 1896
  - Potaminae Ortmann, 1896
  - Potamiscinae Bott, 1970
- Potamonautidae Bott, 1970
  - Potamonautinae Bott, 1970
  - Liberonautinae Cumberlidge & Daniels, 2022

## Nachweise
1. 1 2  Gary C. B. Poore, Shane T. Ahyong: Marine Decapod Crustacea: A Guide to Families and Genera of the World. Csiro Publishing, 2023, ISBN 978-1-4863-1180-4.
2. ↑  Richard Bott: Die Süßwasserkrabben von Europa, Asien, Australien und ihre Stammesgeschichte. Waldemar Kramer, Frankfurt, 1977, S. 133.
3. ↑  DecaNet (Hrsg.): Potamoidea Ortmann, 1896. World Register of Marine Species 2025, abgerufen am 13. Juni 2025.
4. ↑  Neil Cumberlidge, Savel R. Daniels: A new multilocus phylogeny reveals overlooked diversity in African freshwater crabs (Brachyura: Potamoidea): a major revision with new higher taxa and genera. In: Zoological Journal of the Linnean Society. 2022, Band 194, Nummer 4, S. 1268–1311 doi:10.1093/zoolinnean/zlab082.
5. ↑  DECKENIIDAE ORTMANN, 1897. Treatment Bank. Abgerufen am 31. Mai 2025.